# Glossostipula concinna
Glossostipula concinna là một loài thực vật có hoa trong họ Thiến thảo. Loài này được (Standl.) Lorence mô tả khoa học đầu tiên năm 1986.